# Тлакепаке
Сан-Педро-Тлакепаке, або Тлакепаке (ісп. San Pedro Tlaquepaque) — місто та муніципалітет у мексиканському штаті Халіско. В XX столітті внаслідок зростання Гвадалахари Тлакепаке став її передмістям, і зараз центр міста розташований всього за декілька кілометрів від межі Гвадалахари. Разом зі самою Гвадалахарою та містом Санта Аніта, належить до найбільших міст агломерації.
Назва міста походить з мови науатль і означає «що лежить над глиняною землею». Знамените керамікою і склом ручної роботи.

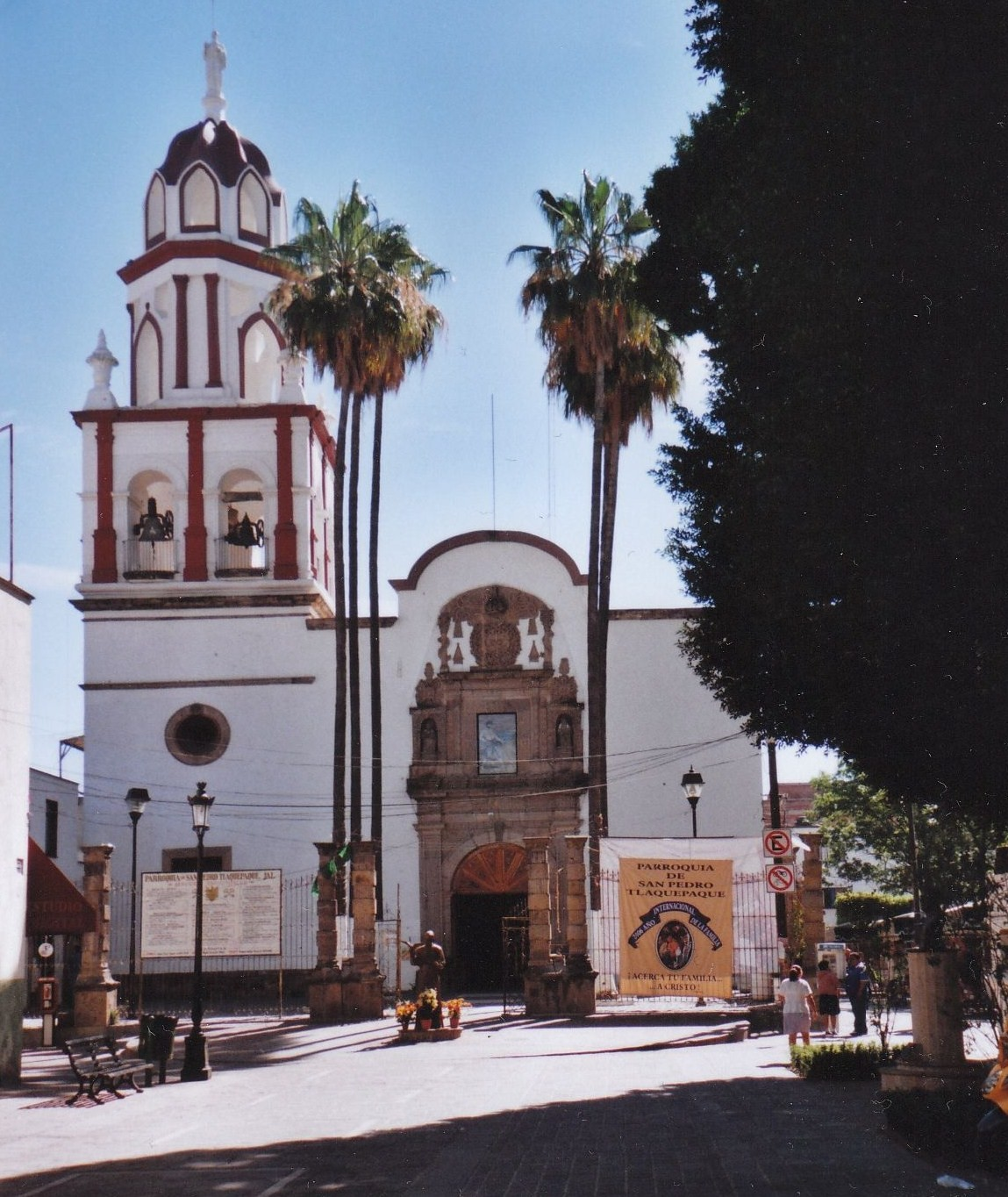
Церква Сан-Педро

У місті розташовані церкви Ель-Сантуаріо де Нуестра-Сеньора-де-ла-Соледад і Сан-Педро.